# 谢尔盖·布尔加科夫
谢尔盖·尼古拉耶维奇·布尔加科夫（俄语：Серге́й Никола́евич Булга́ков；1871年7月16日—1944年7月12日）俄罗斯东正教神学家、哲学家、牧师和经济学家。早年研究马克思主义经济学，后转向神学，1922年乘哲学船离开苏联，前往捷克斯洛伐克、法国。

## 生平
谢尔盖·尼古拉耶维奇·布尔加科夫早年曾在東正教神學院學習，但後來因喪失信仰而離開神學院，之後他轉向馬克思主義並致力於研究马克思主义经济学。
在十九世紀末，他開始抨擊馬克思主義，後來他的哲學思想逐漸受到新康德主義和著名作家杜斯陀耶夫斯基的著作所影響，因而棄絶唯物論並轉向唯心論，這使得他踏上了歸依東正教的旅途。
1909年, 他四歲的兒子伊瓦舍奇卡去世，他在葬禮上經歷了一次深刻的宗教體驗，促使他完成了歸依東正教的旅途。
1922年他乘哲学船离开苏联的國土並先後前往捷克斯洛伐克和法国。他在其撰寫於晚年的一些神學作品中表達了對關於元歷史墮落（Meta-historical Fall, 與此概念有關的一些理論認為《聖經》所記載 原祖的墮落發生於經驗歷史(empirical history)之外，被一些神學家認為是異端邪説）的理論和萬物復純論（認為天地萬物包括凡人和魔鬼最後都會回復至創世之初的純真狀態的理論）等部份神學理論的認可，因而被東正教都主教謝爾蓋一世指控其神學思想與東正教教義有相違背之處，但後來由宗主教埃夫洛成立於巴黎的一個委員會在經過調查後初步得出結論，認為其神學思想中沒有異端邪説。然而, 東正教官方在這次事件上從來沒有正式得出任何結論。
谢尔盖·尼古拉耶维奇·布尔加的最後一部作品是關於《默示錄》的。他於1944年7月12日因咽喉癌而病逝。他被安葬於位於巴黎以南郊區的聖熱納維耶夫德布瓦俄羅斯公墓。